# AIM-54 Phoenix

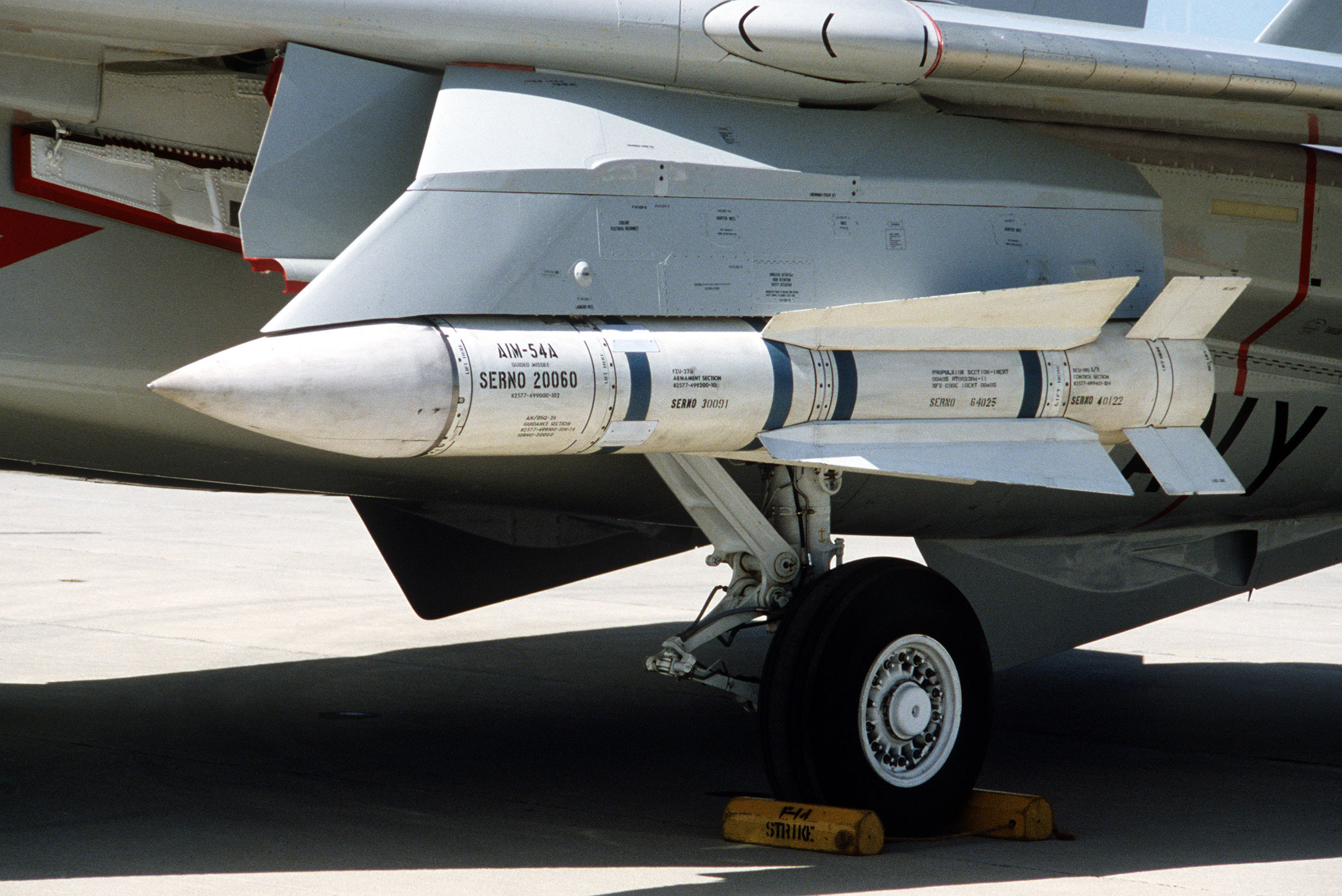
En AIM-54A monterad under vingen på en F-14 Tomcat, Patuxent River, Maryland.
13 maj 1984.

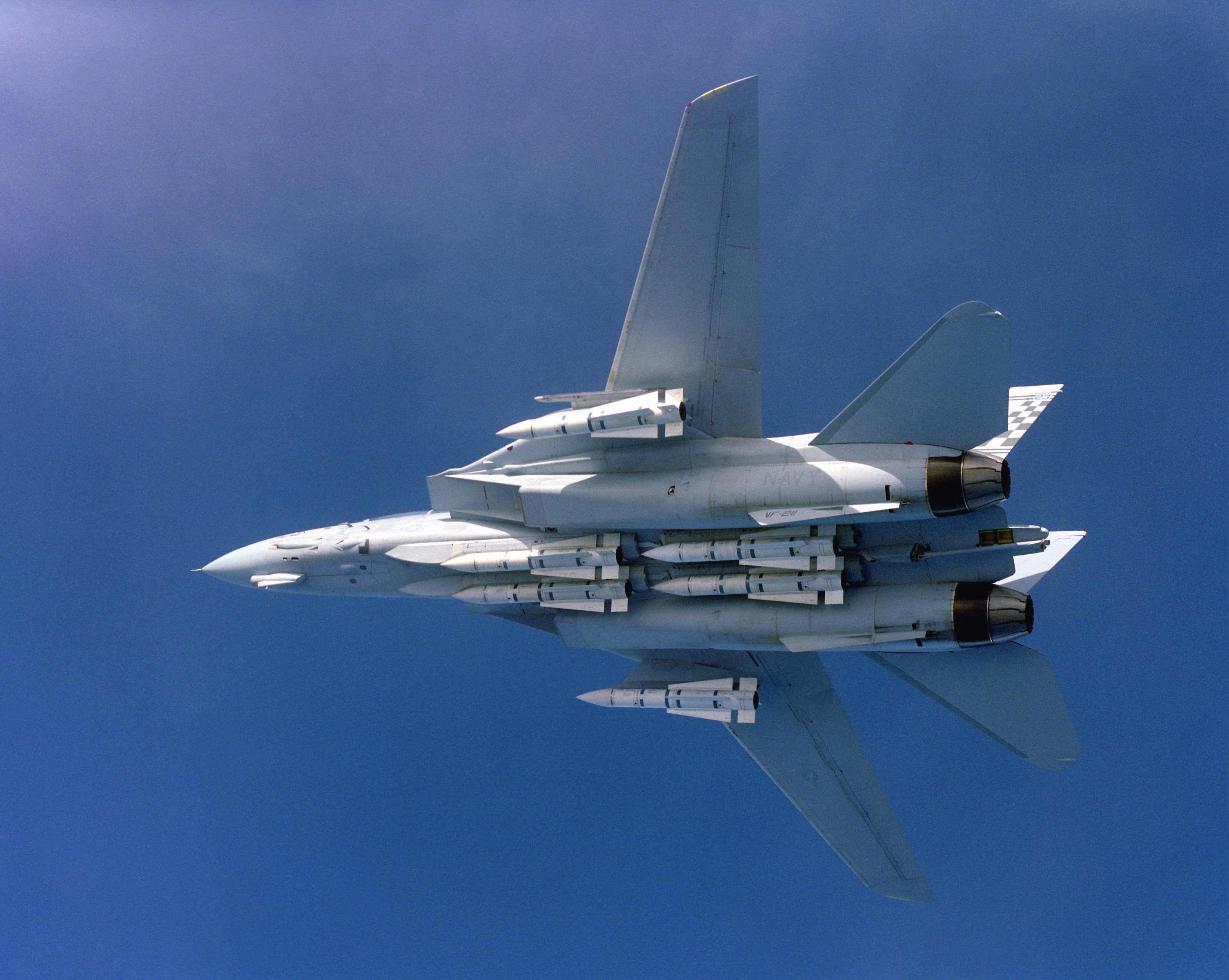
Jaktplanet F-14 Tomcat kan bära upp till sex stycken AIM-54 Phoenix.

AIM-54 Phoenix är en jaktrobot med lång räckvidd som användes av USA:s flotta.

## Historia

### Bakgrund
1959 lämnade Douglas Aircraft en offert till flottan på en helt ny typ av flygplan. Douglas F6D Missileer var inget jaktplan i normal bemärkelse. Den var stor, klumpig, rakvingad och kunde inte uppnå överljudsfart. Den liknade mer ett flygande luftvärnsbatteri med en kraftig radar, jaktrobotar med lång räckvidd och, viktigast av allt, förmågan att stanna i luften i sex timmar utan tankning. Dess uppgift var att patrullera ovanför och runt sitt hangarfartyg, spana med radarn, bekämpa eventuella fiender på långt håll och undvika närstrid.
Douglas lyckades inte övertyga flottan om den taktiska nyttan med ett sådant flygplan, men väl med jaktrobotar med lång räckvidd. Därför fortsatte utvecklingen av robotarna för att användas på den hangarfartygsbaserade F-111B. Erfarenheter från vietnamkriget hade dock visat att stora, tunga jaktflygplan var sårbara i luftstrid med mindre, mer lättmanövrerade motståndare, i synnerhet om man enbart förlitade sig på avancerade robotvapen. Därför blev F-111B aldrig verklighet och flottan valde Grumman F-14 Tomcat i stället. Kravet att kunna bära tunga jaktrobotar med lång räckvidd fanns dock kvar.

### Utveckling
När den nya jaktroboten till F-111B skulle utvecklas tog man tillvara erfarenheterna från det nerlagda projektet XF-108 Rapier och dess redan fungerande robotsystem AIM-47 Falcon med idéerna från F6D Missileer. Resultatet blev en längre robot som sköts i kastbana och därmed fick betydligt längre räckvidd. Den fick också en datalänk för att få kursuppdateringar från flygplanet.
Prototyperna började byggas 1965 och den första lyckade provskjutningen genomfördes i september 1966. 1968 lades F-111B ner, men robotarna och den avancerade radarn AN/AWG-9 återanvändes på F-14 Tomcat. 1973 började serietillverkningen och 1974 togs roboten i tjänst i flottan.

### Användning
Trots att AIM-54 under lång tid har varit amerikanska flottans kraftfullaste luftförsvarsvapen har det ytterst sällan används i strid.
- 19 augusti 1981 och 4 januari 1989 råkade amerikanska F-14 i luftstrid med libyska jaktflygplan över Sidrabukten. Båda gångerna var F-14-planen beväpnade med AIM-54 Phoenix, men stridsavståndet var för kort och AIM-9 Sidewinders användes i stället.
- 5 januari 1999 avfyrades två AIM-54 mot en irakisk MiG-25 sydöst om Bagdad. Båda missade.
- 9 september 1999 avfyrades en AIM-54 mot en irakisk MiG-23 väster om Bagdad. Roboten träffade marken utan att skada målet.

### Iran
Den enda exportkunden var Iran under shahen Mohammad Reza Pahlavi. 79 F-14 och 285 AIM-54 Phoenix hann levereras innan iranska revolutionen. Vad som hände med flygplanen och robotarna efter det är föga känt i väst. Det är i alla fall klart att iranska F-14 användes i strid under Iran–Irak-kriget. Om de avfyrade några AIM-54 är obekräftat, men iranska piloter som har intervjuats av författaren Tom Cooper hävdar att 60–70 irakiska flygplan har förstörts av Phoenix-robotar.

## Varianter
- AIM-54A Ursprunglig produktionsmodell.
- AIM-54C Förbättrad version med starkare motor, längre räckvidd och förbättrad förmåga att träffa mål på låg höjd.
- AIM-54C ECCM/Sealed Förbättrad version som inte kräver kylmedel och med förbättrad förmåga att motstå störning.

## Användare
- USA:s flotta (1974 – 2004)
- Islamska republiken Irans flygvapen (1976 – ?)